# Ponte de Sai Van
De Ponte de Sai Van is een brug in Macau, in de Volksrepubliek China. De brug verbindt net als twee andere bruggen het schiereiland Macau met het eiland Taipa. Ze werd ingehuldigd op 19 december 2004 en heeft een lengte van 2,2 kilometer lang. De brug is een tuibrug en heeft twee dekken, waarbij het benedendek afgesloten is zodat het ook gebruikt kan worden wanneer er een zware tyfoon langskomt en de twee andere bruggen niet gebruikt kunnen worden en afgesloten zijn. Benedendeks is er ook ruimte gereserveerd voor een toekomstige railverbinding (Metro van Macau).
De brug is vernoemd naar het Sai Vanmeer dat zich bij het noordelijke bruggenhoofd bevindt.
De Ponte de Sai Van is de meest westelijke brug van de drie bruggen van Macau die het schiereiland verbinden met Taipa. De twee andere bruggen zijn de Ponte Governador Nobre de Carvalho (de middelste brug) en de Ponte de Amizade (de oostelijke brug).